# ألكسندر هنري ريند
ألكسندر هنري غيند (بالإنجليزية: Alexander Henry Rhind) هو محام اسكتلندي وعالم مصريات.